# Васильев, Сергей Михайлович
Серге́й Миха́йлович Васи́льев (род. 11 июня 1959, Волжский, Волгоградская область, СССР) — советский футболист, защитник.

## Карьера
Воспитанник ДЮСШ города Волжский Волгоградской области. В 1979—1980 годах выступал за «Ротор», после чего перешёл в клуб Первой лиги запорожский «Металлург», где на поле появлялся нерегулярно. В 1984 году играл в ровненском «Авангарде». В 1985—1988 годах — игрок запорожского «Торпедо». В 1989 году перешёл камышинский «Текстильщик». Завершил карьеру в 1991 году, будучи игроком городищенской «Звезды».

## Достижения
- Победитель зоны 3 Второй лиги: 1980
- Серебряный призёр Второй лиги (2): 1979 (зона 3), 1990 (зона центр)
- Бронзовый призёр зоны 9 Второй лиги: 1989